# Bataille de Llanos de Santa Juana
Guerre d'indépendance du Mexique
La bataille de Llanos de Santa Juana est une action militaire de la guerre d’indépendance du Mexique qui eut lieu le 12 juillet 1811 à Llanos de Santa Juana, Colima. Les insurgés commandés par le général José Calixto Martínez y Moreno (es), alias « Cadenas », furent défaits par les forces royalistes du colonel Manuel del Rio. En dépit de cette défaite, les chefs insurgés, Ignacio Sandoval (es) et Miguel Gallaga (es) réussirent la prise de Colima le 16 juillet. Les pertes des insurgés s'élevèrent à 300 soldats, plus les civils qui avaient pris les armes.